# 戈洛省
戈洛省（法語：Département de Golo）是法国历史上的一个省份，位于科西嘉岛北部与东部，以戈洛河命名，省会巴斯蒂亚。 
戈洛省成立于1793年，由涵盖了整个科西嘉岛的科西嘉省一分为二而来。1811年，戈洛省与当时一同拆分而来的利亚莫讷省合并，恢复原科西嘉省。
1976年，科西嘉省再次一分为二，分成了上科西嘉省与南科西嘉省，范围与原戈洛省和原利亚莫讷省相当（唯一的例外是划入该省的尼奥洛（Niolo）地带，其原属利亚莫讷省）。